# Gnadochaeta setigera
Gnadochaeta setigera är en tvåvingeart som först beskrevs av Townsend 1908.  Gnadochaeta setigera ingår i släktet Gnadochaeta och familjen parasitflugor. Inga underarter finns listade i Catalogue of Life.